# تومي بيوركمان
تومي بيوركمان هو لاعب هوكي الجليد سويدي، ولد في 16 يونيو 1934.